# Rulin, Jiangsu
Rulin (kinesiska: 儒林, 儒林镇) är en köpinghuvudort i Kina. Den ligger i provinsen Jiangsu, i den östra delen av landet, omkring 94 kilometer sydost om provinshuvudstaden Nanjing. Antalet invånare är 29 023. Befolkningen består av 14 383 kvinnor och 14 640 män. Barn under 15 år utgör 10,0 %, vuxna 15-64 år 73 %, och äldre över 65 år 16,0 %.
Runt Rulin är det tätbefolkat, med 790 invånare per kvadratkilometer. Närmaste större samhälle är Guanlin, 12,9 km sydost om Rulin. Trakten runt Rulin består till största delen av jordbruksmark.
Genomsnittlig årsnederbörd är 1 525 millimeter. Den regnigaste månaden är juli, med i genomsnitt 289 mm nederbörd, och den torraste är januari, med 43 mm nederbörd.